# VietinBank
Die Vietnam Joint Stock Commercial Bank for Industry and Trade (Vietnamesisch: Ngân Hàng Thương Mại Cổ Phần Công Thương Việt Nam), auch VietinBank, ist eine vietnamesische Bank mit Sitz in Hanoi. Sie unterhält strategische Partnerschaften mit der International Finance Corporation und der Mitsubishi UFJ Financial Group, welche Anteile an der VietinBank besitzen. Die Mehrheitsanteile befinden sich im Besitz der Vietnamesischen Zentralbank.
Die VietinBank spielt eine systemisch bedeutende Rolle in der Wirtschaft des Landes, indem sie gezielt Kredite an staatseigene Unternehmen vergibt. Die Bank befindet sich in der Forbes Global 2000-Liste der größten börsennotierten Unternehmen der Welt.

## Geschichte
Die Vietnam Industrial and Commercial Bank (Incombank) wurde 1988 von der Vietnamesischen Zentralbank als eine der ersten vier Geschäftsbanken nach der Einführung eines zweistufigen Bankensystems gegründet.  Kredite wurden hauptsächlich an große staatliche Programme in vorrangigen Bereichen wie Postdienste, Kommunikation, Verarbeitung und Baumaterial vergeben, aber es wurden auch Kredite für nicht kommerzielle Zwecke wie Hochwasserhilfe und für arme Studenten vergeben. 
Wie andere große kommerzielle Staatsbanken wurde sie von der Regierung unter Druck gesetzt, weiterhin Kredite an unrentable Staatsunternehmen zu vergeben. Im Dezember 2002 führte die Regierung eine Rekapitalisierung von einer Billion VND durch, mit der das Gründungskapital der Bank effektiv verdoppelt wurde (von 1,045 Billionen im Jahr 2001). Es war die einzige der vier großen Staatsbanken, die nicht Teil der zweiten Stufe der Rekapitalisierung im Jahr 2003 war. 
Die Incombank änderte ihren Namen in Vietinbank im April 2008. Die Bank wurde im Juli 2009 am Ho Chi Minh Stock Exchange notiert. 2012 erwarb die japanische Mitsubishi UFJ Financial Group ca. 20 % der Anteile.